# Dibamus deharvengi
Dibamus deharvengi är en ödleart som beskrevs av  Ivan Ineich 1999. Dibamus deharvengi ingår i släktet Dibamus och familjen blindödlor. Inga underarter finns listade i Catalogue of Life.
Arten förekommer i Vietnam. Honor lägger ägg.